# Liste der Biografien/Shw
Liste der Biografien |
Portal Biografien |
Personensuche
# |
A |
B |
C |
D |
E |
F |
G |
H |
I |
J |
K |
L |
M |
N |
O |
P |
Q |
R |
S |
T |
U |
V |
W |
X |
Y |
Z |
?
 
Sa |
Sb |
Sc |
Sd |
Se |
Sf |
Sg |
Sh |
Si |
Sj |
Sk |
Sl |
Sm |
Sn |
So |
Sp |
Sq |
Sr |
Ss |
St |
Su |
Sv |
Sw |
Sy |
Sz
 
Sha |
Shc |
She |
Shh |
Shi |
Shk |
Shl |
Shm |
Shn |
Sho |
Shp |
Shr |
Sht |
Shu |
Shv |
Shw |
Shy
Die Liste der Biografien führt alle Personen auf, die in der deutschsprachigen Wikipedia einen Artikel haben. Dieses ist eine Teilliste mit 7 Einträgen von Personen, deren Namen mit den Buchstaben „Shw“ beginnt.

## Shw

### Shwa
- Shwartz, Benjamin (* 1979), US-amerikanischer Dirigent
- Shwarzbard, Aviram (* 1994), israelischer Sprinter
- Shwarzman, Vitali (* 1992), israelischer Eishockeyspieler
- Shwayze (* 1986), US-amerikanischer RapperShwayze (* 1986)

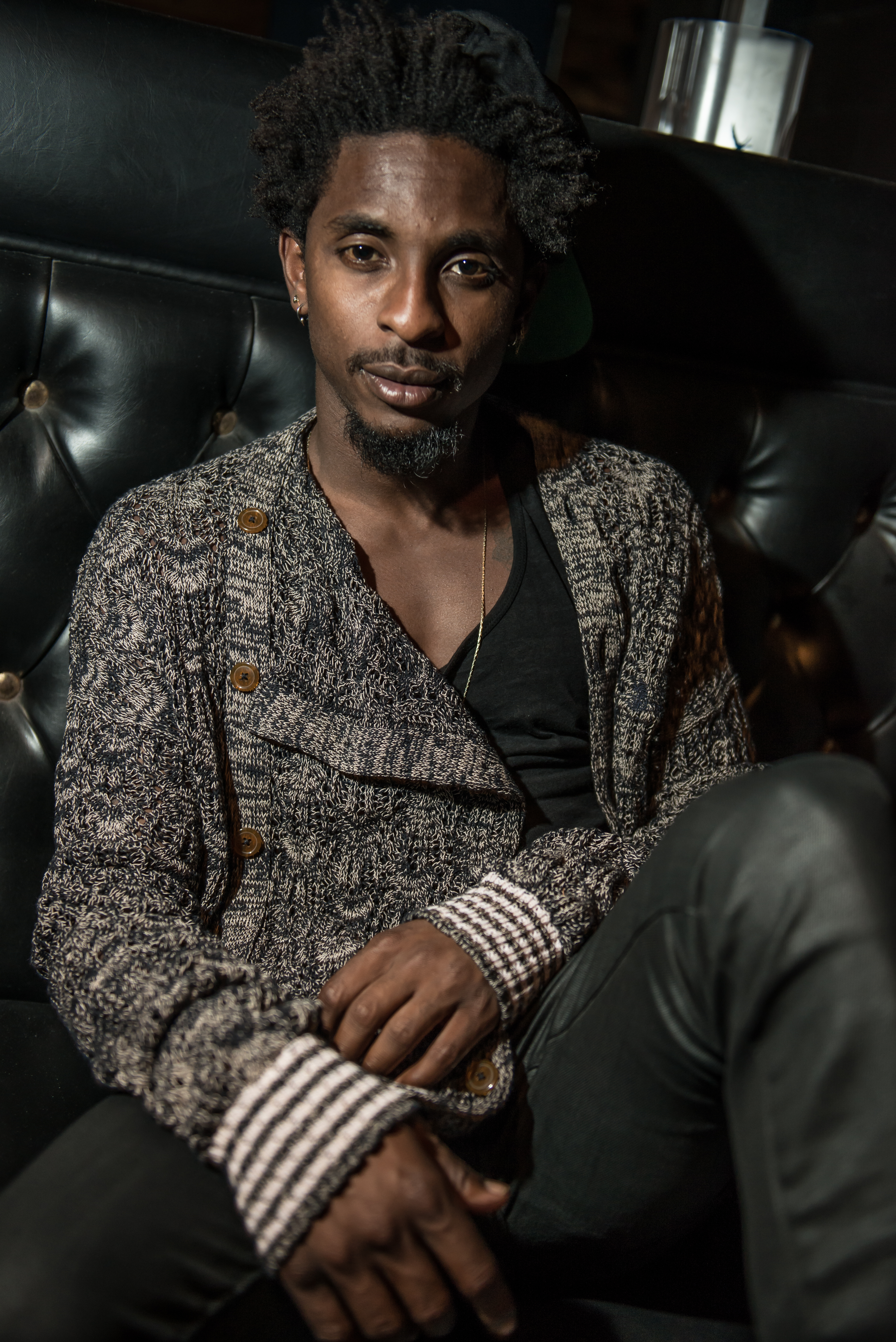
Shwayze (* 1986)

### Shwe
- Shwe Ko (* 1998), myanmarischer Fußballspieler
- Shweder, Richard (* 1945), US-amerikanischer Kulturanthropologe
- Shwekey, Yaakov (* 1977), israelischer orthodox-jüdischer Sänger und Entertainer